# 福田山幸雄
福田山 幸雄（ふくだやま ゆきお、1931年7月18日 - 没年不明 ）は、長崎県諫早市川床町出身で出羽海部屋に所属した元大相撲力士。本名は福田 幸雄（ふくだ ゆきお）。得意手は右四つ、上手投げ。最高位は西前頭4枚目（1961年7月場所）。現役時代の体格は181cm、94kg。

## 来歴・人物
少年時代は大変な悪童として地元でもよく知られ、諫早農業高校を濡れ衣の暴力事件絡みで中退後は、福岡市でトヨタ自動車の見習工として働いていた。だが、ほどなく退職。
その後、「相撲取りになってはどうか」と、父の知人から出羽海部屋付きの待乳山親方（元関脇・両國）を紹介された。
1949年春、上京して出羽海部屋に入門し、同年5月場所で初土俵。なお、初土俵の同期には、後の小結・時錦らがいた。
初土俵の場所では番付外で好成績を残し、途中からは新序に昇格して、2勝1敗と勝ち越した。
そのため、同年10月場所の番付では序ノ口を飛び越し、序二段の地位に自らの四股名が載った。
なお、当初の四股名は「常若」で、これは当時の出羽海親方（元横綱・常ノ花）の現役名に因んでいる。「福田山」に改名したのは、1957年1月場所前である。
その後、1958年1月場所で新十両に昇進し、1959年3月場所で入幕を果たした。初土俵から10年近くを費やしての、待望の新入幕であった。
以降は一時十両に落ちた事もあったが直ぐに幕内に戻り、1961年9月場所まで、計15場所幕内を務めた。
その間、1960年3月場所では、13日目に入幕2場所目の大鵬から勝利を挙げている（大鵬はこの敗戦で、同場所での負け越しが決定。幕内在位全69場所中、皆勤した場所で唯一の負け越し場所となる）。なお、福田山は翌5月場所でも大鵬に勝ったが、以後は対戦の機会が無かった。そのため福田山は、大鵬と2回以上対戦して一度も負けていない唯一の力士として、記録に残っている。
この頃より痔を患い、大鵬に連勝するなど10日目まで1敗と絶好調だった前述の場所では、これにより13日目から休場の憂き目を見ている。痔は以後も福田山を苛み、力士として大成する機会をも奪う事となった。
現役晩年は幕下まで番付を落としたが、痔の苦しみに堪えつつ土俵に上がり続け、2度十両に返り咲くなど意地を見せた。
1965年1月場所後、33歳で廃業。
廃業後は帰郷して中華料理店に勤務し、再び東京に戻ってからは、中央区日本橋横山町でラーメン店を営んだ。
その後、魚市場に勤め、常の山が角界入りする切っ掛けを作っている。

## 主な成績・記録
- 通算成績：403勝407敗44休 勝率.498
- 幕内成績：100勝123敗2休 勝率.448
- 現役在位：74場所
- 幕内在位：15場所
- 各段優勝
  - 幕下優勝：2回（1957年11月場所、1964年1月場所）

### 場所別成績
| | 一月場所 初場所（東京） | 三月場所 春場所（大阪） | 五月場所 夏場所（東京） | 七月場所 名古屋場所（愛知） | 九月場所 秋場所（東京） | 十一月場所 九州場所（福岡） |
| --- | ----------------------- | ----------------------- | ----------------------- | --------------------------- | ----------------------- | --------------------------- |
| 1949年 （昭和24年） | x                       | x                       | 西新序 2–1              | x                           | x                       | 東序二段22枚目 8–7          |
| 1950年 （昭和25年） | 西序二段9枚目 5–10      | x                       | 東序二段15枚目 9–6      | x                           | 西三段目37枚目 9–6      | x                           |
| 1951年 （昭和26年） | 西三段目26枚目 7–8      | x                       | 西三段目24枚目 6–9      | x                           | 東三段目28枚目 0–0–15   | x                           |
| 1952年 （昭和27年） | 西三段目41枚目 0–0–8    | x                       | 西序二段3枚目 6–2       | x                           | 西三段目33枚目 4–4      | x                           |
| 1953年 （昭和28年） | 西三段目29枚目 4–4      | 西三段目28枚目 6–2      | 西三段目11枚目 4–4      | x                           | 東三段目7枚目 5–3       | x                           |
| 1954年 （昭和29年） | 西幕下39枚目 4–4        | 西幕下34枚目 4–4        | 東幕下33枚目 3–5        | x                           | 西幕下37枚目 3–1–4      | x                           |
| 1955年 （昭和30年） | 東幕下31枚目 4–4        | 東幕下28枚目 5–3        | 西幕下20枚目 3–5        | x                           | 東幕下23枚目 5–3        | x                           |
| 1956年 （昭和31年） | 東幕下13枚目 4–4        | 西幕下12枚目 3–5        | 西幕下17枚目 4–4        | x                           | 西幕下15枚目 4–4        | x                           |
| 1957年 （昭和32年） | 西幕下14枚目 2–6        | 西幕下22枚目 4–4        | 西幕下21枚目 3–5        | x                           | 西幕下25枚目 6–2        | 東幕下16枚目 優勝 8–0       |
| 1958年 （昭和33年） | 東十両23枚目 8–7        | 西十両20枚目 8–7        | 西十両19枚目 8–7        | 東十両18枚目 10–5           | 東十両9枚目 10–5        | 東十両4枚目 9–6             |
| 1959年 （昭和34年） | 西十両筆頭 10–5         | 西前頭15枚目 6–9        | 西前頭19枚目 10–5       | 東前頭13枚目 5–10           | 東前頭17枚目 7–8        | 西前頭16枚目 6–9            |
| 1960年 （昭和35年） | 西十両筆頭 11–4         | 西前頭10枚目 5–10       | 西前頭15枚目 9–4–2      | 西前頭8枚目 5–10            | 西前頭9枚目 6–9         | 西前頭12枚目 7–8            |
| 1961年 （昭和36年） | 東前頭14枚目 7–8        | 西前頭14枚目 11–4       | 東前頭6枚目 8–7         | 西前頭4枚目 3–12            | 東前頭9枚目 5–10        | 西十両2枚目 7–8             |
| 1962年 （昭和37年） | 西十両2枚目 7–8         | 西十両2枚目 休場 0–0–15 | 東十両15枚目 7–8        | 東十両17枚目 7–8            | 東十両18枚目 5–10       | 西幕下3枚目 1–6             |
| 1963年 （昭和38年） | 西幕下20枚目 5–2        | 東幕下14枚目 4–3        | 東幕下11枚目 3–4        | 東幕下12枚目 2–5            | 東幕下22枚目 3–4        | 西幕下23枚目 4–3            |
| 1964年 （昭和39年） | 西幕下18枚目 優勝 7–0   | 東十両16枚目 4–11       | 西幕下3枚目 7–0         | 東十両15枚目 6–9            | 東十両18枚目 6–9        | 東幕下3枚目 1–6             |
| 1965年 （昭和40年） | 西幕下14枚目 引退 1–6–0 | x                       | x                       | x                           | x                       | x                           |
| 各欄の数字は、「勝ち-負け-休場」を示す。 優勝 引退 休場 十両 幕下 三賞：敢=敢闘賞、殊=殊勲賞、技=技能賞 その他：★=金星 番付階級：幕内 - 十両 - 幕下 - 三段目 - 序二段 - 序ノ口 幕内序列：横綱 - 大関 - 関脇 - 小結 - 前頭（「#数字」は各位内の序列） |                         |                         |                         |                             |                         |                             |

### 幕内対戦成績
| 青ノ里 | 3 | 4    | 朝潮(米川) | 0 | 1 | 愛宕山 | 0 | 1 | 荒岐山 | 1 | 0 |  |  |  |
| 泉洋   | 3 | 2    | 岩風       | 0 | 3 | 宇多川 | 4 | 3 | 追手山 | 2 | 0 |  |  |  |
| 大内山 | 1 | 0    | 大瀬川     | 2 | 1 | 海山   | 4 | 4 | 開隆山 | 0 | 5 |  |  |  |
| 北の洋 | 1 | 4(1) | 北葉山     | 0 | 1 | 君錦   | 1 | 1 | 清ノ森 | 5 | 3 |  |  |  |
| 鬼竜川 | 0 | 3    | 国登       | 0 | 1 | 鯉の勢 | 1 | 1 | 潮錦   | 7 | 3 |  |  |  |
| 嶋錦   | 1 | 1    | 大鵬       | 2 | 0 | 高錦   | 1 | 0 | 玉乃海 | 4 | 1 |  |  |  |
| 玉響   | 1 | 3    | 鶴ヶ嶺     | 1 | 1 | 時津山 | 3 | 4 | 時錦   | 0 | 2 |  |  |  |
| 羽黒花 | 2 | 2    | 羽黒山     | 0 | 3 | 羽子錦 | 3 | 2 | 房錦   | 1 | 1 |  |  |  |
| 冨士錦 | 2 | 4    | 双ツ龍     | 1 | 4 | 星甲   | 3 | 1 | 前田川 | 2 | 3 |  |  |  |
| 松登   | 5 | 6    | 三根山     | 1 | 0 | 宮錦   | 2 | 0 | 宮柱   | 0 | 1 |  |  |  |
| 明武谷 | 2 | 1    | 芳野嶺     | 2 | 4 | 若駒   | 0 | 1 | 若杉山 | 3 | 6 |  |  |  |
| 若秩父 | 1 | 5    | 若天龍     | 1 | 0 | 若ノ海 | 1 | 4 | 若乃國 | 2 | 4 |  |  |  |
| 若羽黒 | 0 | 1    | 若葉山     | 3 | 2 | 若前田 | 2 | 7 | 若三杉 | 1 | 4 |  |  |  |

## 改名歴
- 常若 幸雄（つねわか ゆきお、1949年10月場所 - 1956年9月場所）
- 福田山 幸雄（ふくだやま ゆきお、1957年1月場所 - 1960年1月場所）
- 福田山 幸右エ門（ふくだやま こうえもん、1960年3月場所 - 1962年9月場所）
- 福田山 剛弘（ふくだやま たけひろ、1962年11月場所 - 1965年1月場所）